# 42733 Andrebaranne
42733 Andrebaranne este o planetă minoră (asteroid), cu un diametru de 2,648 km, din centura de asteroizi. A fost descoperită pe 15 septembrie 1998 la Caussols de OCA-DLR Asteroid Survey⁠(d). 
Obiectul prezintă o orbită caracterizată de o semiaxă mare de 2,6420872375038 UAi, o excentricitate de 0,20030138564504, o înclinație de 4,4641289525194 ° în raport cu ecliptica.